# جيمس لويل
جيمس لويل (بالإنجليزية: James Lowell)‏ هو لاعب كرة قدم أمريكي في مركز حراسة المرمى، ولد في 2 مايو 2002 في Brentwood, New Hampshire ‏ في الولايات المتحدة. لعب مع سياتل ساوندرز.

## وصلات خارجية
- جيمس لويل على موقع قاعدة بيانات كرة القدم.إي يو (الإنجليزية)
- جيمس لويل على موقع Soccerway.com (الإنجليزية)